# 謀略戦線
『謀略戦線』（ぼうりゃくせんせん、Über alles in der Welt）は、1941年にドイツで製作された戦争映画、プロパガンダ映画。監督はカール・リッター。

## あらすじ
1939年9月2日、イギリス、フランスはドイツに宣戦布告し、ロンドン、パリ、太平洋の植民地でドイツ人狩りが始まった。新聞記者ヴィガントと機械技師メエビユスはパリで連合軍諜報部に強要され、対独宣伝放送のアナウンサーとなった。二人は脱走の好機を狙い、メエビユスは空襲の混乱に紛れて逃走。ヴィガントも第一線に送られ重傷を負いながらドイツ軍陣地へたどり着く。ロンドンではチロル農民がフランス義勇軍に徴用させられるが、ヴィガント達と同様ドイツ軍側へ脱走する。メエビユスは南フランスの山岳地帯まで逃走し、そこで不時着したヴィガントの弟に巡り合い、イタリア山岳部隊に救助され、ドイツへ帰国する。スペイン領海でドイツ油槽船エルムホルン号の船長はイギリス巡洋艦に不法撃沈され、乗組員は捕虜となる。しかし巡洋艦は間もなくドイツ潜水艦の餌食となり、エルムホルン号の船員は救助されてスペインからイタリアを経由して帰国を果たす。やがて、エルムホルン号の船長は掃海艇に乗り込み対空監視に参加、無線で敵機の位置を戦闘機に報告し、撃墜に貢献する。あらゆる敵機は火を吐き、大空は轟音と火炎に満ちた。ドイツ軍空軍基地では高らかに戦果が報じられた。「敵爆撃機45機撃墜、敵襲に封ずるわが軍の返答は以上の通りである」。

## キャスト
- パール・ハルトマン（ドイツ語版）：シュタインハルト飛行中佐
- カール・ラダッツ（ドイツ語版）：カール・ヴィガンド
- ハネス・テルツァー（ドイツ語版）：ハンス（カールの弟）
- フリッツ・カムパース（ドイツ語版）：フリッツ・メエビウス
- ベルタ・デリウス（ドイツ語版）：妻アンナ
- カルスタ・レツク（ドイツ語版）：娘エリカ
- ヘルバート・ポーメ（ドイツ語版）：ハンゼン船長

## その他
カール・リッターは本作以外に『急降下爆撃隊』を制作するなど数々のプロパガンダ映画を制作した。本作と『急降下爆撃隊』はフイルムが日本に持ち込まれ上映されている。